# دهستان بستان (خواف)
دهستان بستان نام دهستانی در بخش سنگان شهرستان خواف، استان خراسان رضوی در ایران است. براساس سرشماری مرکز آمار ایران در سال ۱۳۸۵، جمعیت آن ۷۳۱۶ نفر (۱۵۰۹ خانوار) بوده‌است.